# لويس إتش كاربنتر
لويس إتش كاربنتر (بالإنجليزية: Louis H. Carpenter)‏ هو عسكري أمريكي، ولد في 11 فبراير 1839 في غلاسبورو في الولايات المتحدة، وتوفي في 21 يناير 1916 في فيلادلفيا في الولايات المتحدة.